# Inge Lynge
Inge Lynge, roz. Overgaard (3. prosince 1928, Herning) je dánská psychiatrička.

## Životopis
Inge Lynge je dcerou zaměstnance elektrárny Holgera Overgaarda (1900–1964) a jeho manželky Henny Marie Mouritsen (1902–1981). Školu v Herningu dokončila v roce 1947 se specializací na matematiku, ale přesto začala studovat medicínu na univerzitě v Kodani, jako krátce předtím její bratr. Studia dokončila v roce 1955. Okouzlena psychiatrií začala pracovat hned po ukončení studia na Skt. Hans Hospital v Roskilde . Poté pracovala v nemocnici Filadelfia Epilepsy Hospital v Dianalundu a v okresní nemocnici v Aalborgu.
Nakonec se rozhodla přestěhovat do Grónska a pracovat zde jako lékařka. V roce 1959 byla zaměstnána v Nuuku. Ještě na cestě do Grónska se na lodi Umanak setkala s umělcem a spisovatelem Hansem Lyngem (1906–1988), za kterého se 25. března 1961 provdala. Manželství zůstalo bezdětné. Od roku 1961 pokračovala ve výcviku v Dánsku, včetně Rigshospitalet . V letech 1965 až 1967 byla záložní lékařkou v Nuuku. V roce 1968 dokončila psychiatrický výcvik a následně byla zaměstnána na ministerstvu pro Grónsko jako konzultantka, kde iniciovala grónský psychiatrický systém. V roce 1971 byla jmenována vrchní lékařkou a sloužila jako psychiatr po celém Grónsku. V roce 1980 se podílela na vytvoření psychiatrického oddělení v nemocnici Dronning Ingrids v Nuuku.
Po 13 letech jako vedoucí lékařka se v roce 1984 přestěhovala se svým manželem do Dánska. Tam nadále pracovala jako lékařka, ale také jako lékařská poradkyně pro grónský a dánský zdravotní systém. Od roku 1984 do roku 1996 byla členkou představenstva a dočasnou předsedkyní Grónské lékařské společnosti. Kromě toho byla v letech 1995 až 2001 předsedkyní Foreningen Grønlandske Børn a od roku 1991 předsedkyní rezidenčního ústavu Gudrunsminde . V letech 1989 až 1996 byla členkou Severské rady pro arktický lékařský výzkum. Publikovala řadu vědeckých článků o duševních chorobách, sebevraždách a zneužívání alkoholu v Grónsku a v 90. letech získala několik výzkumných grantů. V roce 2000 získala doktorát za práci nazvanou „Duševní utrpení v grónské společnosti“ (Psykiske lidelser i det grønlandske samfund).
Za svou práci obdržela 4. prosince 1998 Nersornaat ve stříbře. Následující rok byla jmenována rytířkou Řádu Dannebrog. V roce 2000 obdržela cenu John Arthur Hildes Circumpolar Health Award.